# カントリーマアム

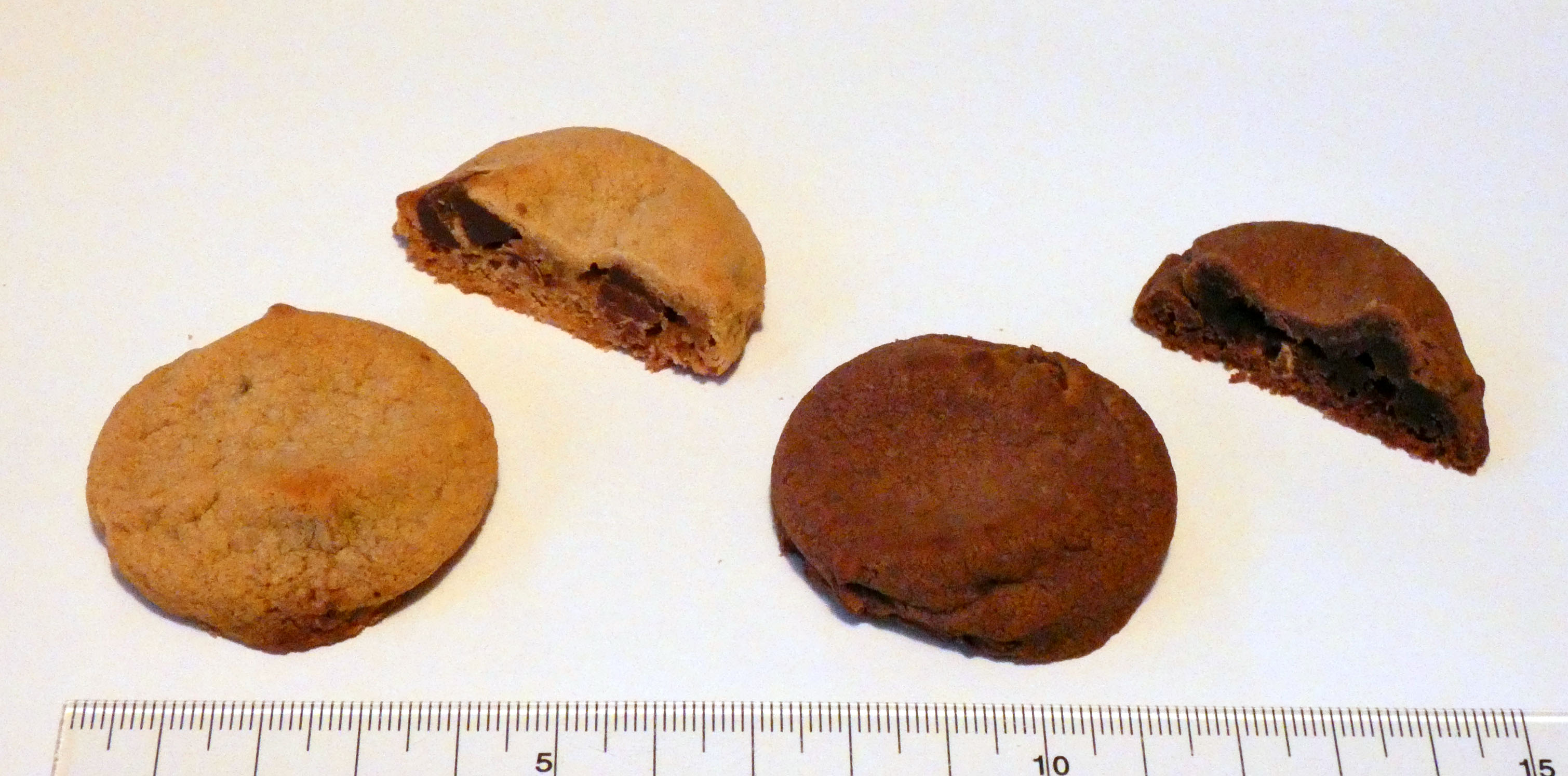
バニラ、ココア

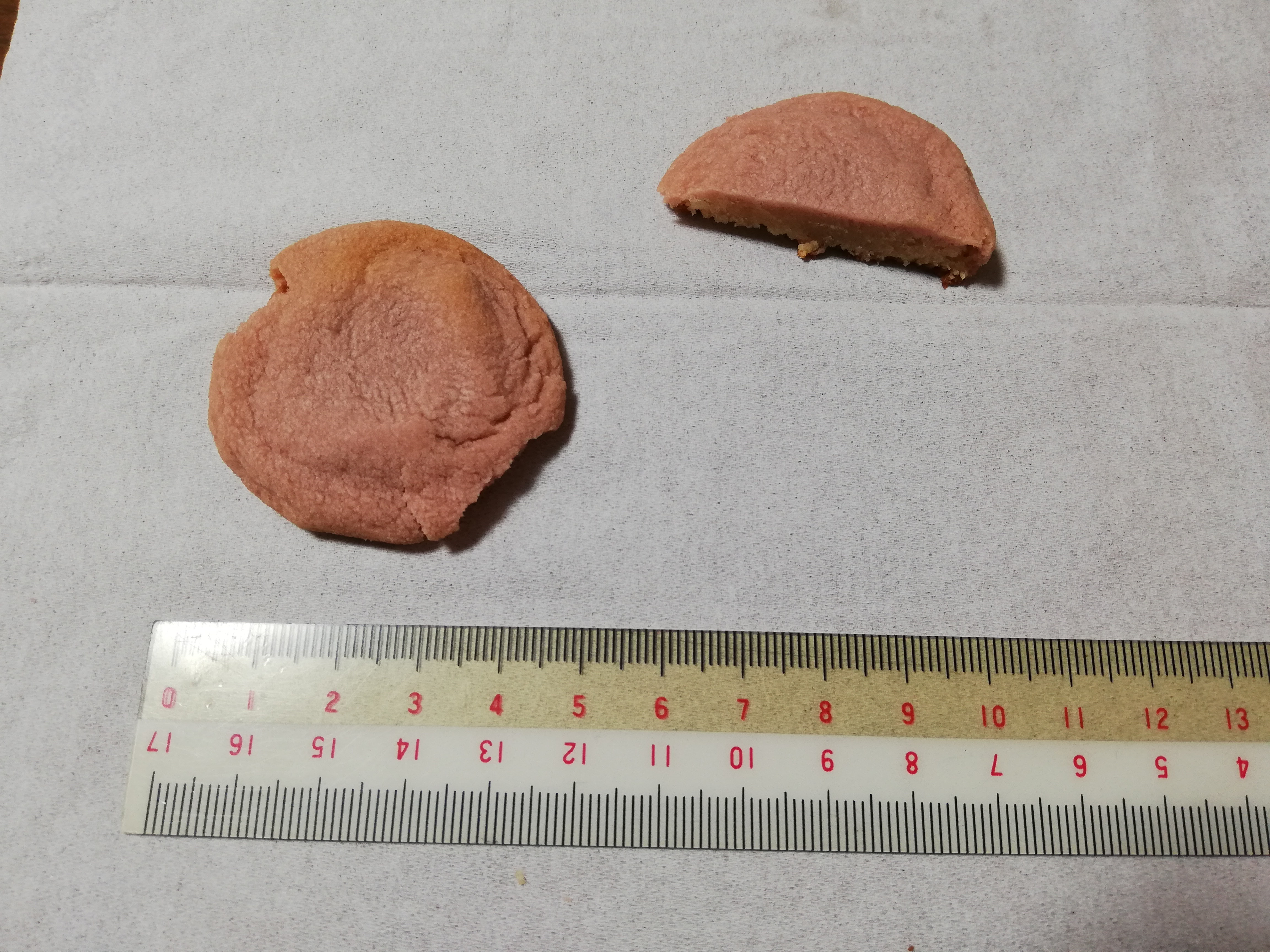
信州巨峰

カントリーマアム (COUNTRY MA'AM) は、株式会社不二家が製造・販売しているクッキーの商品名である。
1984年7月に発売され、レギュラーサイズ（メーカー希望小売価格300円）・ポケットサイズ（メーカー希望小売価格120円）を北海道から順次発売した。

## 概要
カカオマスやカカオバターがたっぷり入った本物のチョコチップのおいしさを生の状態で閉じ込めて、活性化させるクッキーである。
そのまま食べてもおいしいが、レンジで再加熱すれば、さらに焼きたての美味しさが再現できる設計である。
クッキー自体を和菓子の饅頭をヒントに二重構造にしている。サックリした外側の生地と餡のようにしっとりした内側の生地の2層構造であり、この食感を出すために一般的なクッキーよりも時間をかけて低温で焼きあげる。また、チョコチップはカントリーマアム専用のチョコレートを使用している。
ご当地限定の味もある。中には、信玄餅や、とちおとめ、あんバタートースト味などの味がある。

### 歴史
1970年代からアメリカで流行し始めた「焼きたて手作りクッキー」をヒントに開発された。商品名には「田舎の貴婦人」という意味が込められている。
それまで固い食感のクッキーが主流だったため、発売当初は消費者から「湿気っている」とクレームが来た。そのため、CMではクッキーを割って中身を見せることで商品の特徴を認知させた。当時のキャッチフレーズは「外はサックリ、中はしっとり仕上げたソフトクッキー」であった。
その一方で、ライターの圓岡志麻は現代マネーに寄せた記事の中で、甘すぎたり、冬は固くなるなど、販売初期はソフトクッキーというコンセプトを十分に生かせてなかったと指摘している。
また、圓岡によると、この時期ミセスガレットやプチガトーなどの似た商品を売った結果、焦点がぶれてしまい、カントリーマアムの売り上げが危うくなったとされている。
1987年に耐久性や密封性の問題や、消費者が袋を持ったまま食すスタイルを好むため、分割トレーを廃止して個別包装に切り替えた。
1992年には材料の見直しが行われ、今日まで続く味となった。また、同年には大袋タイプの販売を開始した。
2009年に内側もサクサクした食感の「カントリーマアムクリスピー」を発売開始。当商品の開発の動機は、チョコチップを活かした商品であることをPRするためであった。
2013年にはチョコチップを増量（内容比30％）した商品を発売した。
発売からしばらくは売り上げが伸び悩んだが、2012年12月期には不二家の菓子事業の3割近くを占める主力ブランドに成長した。
2014年から2024年まで、チョコレートや包装資材の価格高騰により枚数は減らされたものの、大きさは変化していないという。

### カントリーマアム　チョコまみれ
2019年11月には、セブン-イレブン限定で「カントリーマアム チョコまみれ」（以下：チョコまみれ）が発売された。カントリーマアムミニと比べてチョコの量が二倍である。
不二家の菓子事業担当者である菊池祐一は、圓岡の取材に対し、チョコレートの愛好家がよりチョコ感の強いものを求めていると判断して企画したと話している。従来のカントリーマアムは10代から20代に好まれていたものの、購買層は主に主婦層だった。これに対し、チョコまみれは直接若い消費者に手に取ってもらえるよう、コンビニでの販売が行われた。
当初、マスコットとして不良学生をモチーフとしたキャラクターも考案されていたが、2018年に発売された「ホームパイのみみ」のマスコットキャラクター・イパムーホが評判だったことから、チョコレート感がより伝わる方針に変更し、「まみれさん」というキャラクターがうみだされた。菊池は「沼にはまる」という言葉から、「チョコ沼にはまってほしい」という意味を込め、チョコレートの沼から顔を出すキャラクターにしたと話している。不二家側の狙い通り、まみれさんの存在もあって「チョコまみれ」は反響を呼んだことから、2020年9月には販売経路をスーパーなどに拡大し、最終的に同商品は2020年度における不二家の業績の拡大に一役買った。
その後、同商品の生産体制や包装形態が強化され、さらに売り上げが伸びた。加えて、2021年には、東京駅八重洲の「東京一番街」おかしランドにて同商品を題材とした期間限定ショップ（9月1日〜10月31日）を立ち上げた。
2021年末には雑誌「日経トレンディ」の「2021年ヒット商品ベスト30」の第11位にランクインした。
「日経トレンディ」の山口佳奈は、ヒットした理由の一つとして、この時点においてまみれさんの詳細なプロフィールが公開されず、ブランドサイトも展開されなかったため、これが謎のキャラクターとして関心を呼んだと推測している。

### 大きなカントリーマアム
2021年4月20日、コンビニエンスストアのミニストップ限定で通常の5倍の重量の「大きなカントリーマアム バニラ」「大きなカントリーマアム ココア」を発売。
同商品はミニストップ側の提案で生み出された。
通常のカントリーマアムと同じ製法で作ると水分がなかなか飛ばず、外と内の生地の差が出にくいため、試行錯誤を重ねた末に低温でじっくり焼くなど製法や配合を合わせたと不二家の担当者はFNNプライムオンラインの取材に対して答えている。
ミニストップによると、発売から数日で約7万5000個が完売したとされている。
2021年5月13日よりバニラのみ1日1万個限定で発売され、のちにバニラとココアの両方の販売が再開された。さらに同年11月23日には「大きなカントリーマアム ソフトクリーム風味」が発売された。

## 種類
基本はバニラとココアがレギュラー商品だが、季節限定の味も毎シーズン登場する。

### 現在の種類
レギュラー
- カントリーマアム バニラ[15]
- カントリーマアム ココア[15]
- カントリーマアム バニラ&ココア[15]
- カントリーマアム 贅沢バニラ[15]
- カントリーマアム 贅沢チョコ[15]
- カントリーマアムミニ バニラ[15]
- カントリーマアム チョコまみれ[15]

期間限定
- カントリーマアム 酪農ミルク
- カントリーマアム チーズティー
- カントリーマアム レモネード
- カントリーマアム 発酵バター
- カントリーマアム 北海道チーズ
- カントリーマアム 贅沢チョコケーキ
- カントリーマアム 匠の抹茶
- 大きなカントリーマアム バニラ
- 大きなカントリーマアム ココア

地域限定
- カントリーマアム Oh!焼とうきび
- カントリーマアム 青森りんご
- カントリーマアム ずんだ
- カントリーマアム 酪王カフェ・オ・レ
- カントリーマアム 舟和芋ようかん
- カントリーマアム びわ
- カントリーマアム 笹だんご味
- カントリーマアム あんころ餅味
- カントリーマアム とちおとめ
- カントリーマアム 信州巨峰
- カントリーマアム 信州りんご
- カントリーマアム 桔梗信玄餅
- カントリーマアム 濃姫いちご
- カントリーマアム 栗きんとん風味
- カントリーマアム 小倉トースト風味
- カントリーマアム 京のお抹茶プリン風味
- カントリーマアム 神戸プリン風味
- カントリーマアム 白バラコーヒー
- カントリーマアム 熊本いきなり団子味
- カントリーマアム あまおう苺
- カントリーマアム 沖縄紅いも

### 過去の種類
- カントリーマアム 濃いお茶
- カントリーマアム デリシャスチョコ
- カントリーマアム パンプキン
- カントリーマアム 宇治金時
- カントリーマアム 丹波黒豆
- カントリーマアム いちご
- カントリーマアム 北海道きなこ
- カントリーマアム 沖縄黒みつ
- カントリーマアム マンゴープリン
- カントリーマアム チョコバナナ
- カントリーマアム ティラミス
- カントリーマアム レモン
- カントリーマアム マロンケーキ
- カントリーマアム カフェラテ
- カントリーマアム チーズケーキ
- カントリーマアム 塩キャラメル
- カントリーマアム リッチチョコ
- カントリーマアム つぶつぶ苺
- カントリーマアム 高知ゆず
- カントリーマアム 秦野八重桜：2009年10月に行われた全国植樹祭にて配布され[16]、それから約半年後の2010年2月2日に期間限定商品として発売された[17]。
- カントリーマアム エスプレッソ
- カントリーマアム ホワイトガナッシュ
- カントリーマアム ネクターピーチ
- カントリーマアム いちご大福
- カントリーマアム ホットケーキ
- カントリーマアム 焦がしキャラメル
- カントリーマアム レモンタルト
- カントリーマアム 焼き安納芋
- カントリーマアムクリスピー
- カントリーマアムクリスピー チョコナッツ
- カントリーマアム 苺のショートケーキ

## イメージキャラクター
- 前田敦子（2014年3月 - 2015年1月）
- 1980年代には「大草原の小さな家」の母親役を演じたカレン・グラッスルをCMキャラクターに起用していた[18]。